# Arandilla del Arroyo
Arandilla del Arroyo település Spanyolországban, Cuenca tartományban. Arandilla del Arroyo Alcantud és Castilforte községekkel határos. Lakosainak száma 14 fő (2024).

## Népesség
A település lakosságának változását az alábbi diagram mutatja:
| Lakosok száma | 39   | 36   | 30   | 28   | 23   | 17   | 14   | 7    | 7    | 14   |
|               | 2001 | 2004 | 2006 | 2009 | 2011 | 2014 | 2016 | 2019 | 2021 | 2024 |